# 扎西达娃
扎西达娃（藏語：བཀྲ་ཤིས་ཟླ་བ་，威利转写：bkra shis zla ba，1959年2月—），四川巴塘人，中国藏族作家，用汉语写作。扎西达娃和同輩中國作家同受拉丁美洲文学爆炸的启发，其作品主要以魔幻现实主义的写作手法演绎传统的西藏题材，将西藏文化升华到其固有的神秘之中。作品被译为英、德、荷兰、西班牙等文字传播，有美国、法国、西班牙、秘鲁、澳大利亚、日本、德国等国学者和留学生研究其作品。

## 生平
1959年2月生于甘孜州巴塘县，1974年毕业于拉萨中学，之后在西藏自治区藏剧团从事舞台美术工作，1978年开始尝试编剧，1979年1月在《西藏文学》上发表处女作小说，1985年8月调西藏作家协会任专业文学创作，1989年3月评为一级文学创作职称，1989年10月任西藏作家协会常务副主席，1992年8月任西藏自治区第四届青年联合会副主席，1992年12月任政协西藏自治区第六届委员会常委，1995年8月任西藏作家协会主席，1996年12月任中国作家协会第五届主席团委员，1999年11月任西藏作家协会第三届主席团主席，1999年11月任首届西藏电影电视艺术家协会副主席，2001年12月任中国作家协会第六届主席团委员，2003年8月任西藏自治区文联副主席，2011年任西藏文联主席。

## 职务
西藏大学客座教授、西藏民族学院客座教授。2018年1月，当选第十三届全国政协委员、西藏自治区政协副主席。

## 主要作品

### 长篇小说
《骚动的香巴拉》

### 长篇游记
《古海蓝经幡》

### 中短篇小说
《西藏，系在皮绳结上的魂》、《风马之耀》、《西藏，隐秘岁月》、《扎西达娃小说选》（英汉对照版本）

### 在国外及结集出版的外文作品集
中短篇小说集《西藏，系在皮绳结上的魂》中国文学出版社1992年出版、中短篇小说集《夏天酸溜溜的日子》台湾三民书局1990年出版、中短篇小说集《西藏，隐秘岁月》台湾远流出版社1991年出版、中短篇小说集《风马之耀》法国ACTES SUD出版社1990年出版、中短篇小说集《风马之耀》意大利TRANCHIDA EDITORI Milano出版社1994年出版、中短篇小说集《风马之耀》日本JICC出版社1991年出版

### 影视作品
根据同名小说改编、由作者本人主演的电视剧《巴桑和她和弟妹们》获一九八五年中国电视剧“飞天奖”一等奖及最佳摄影、最佳编剧奖。
由作者本人作词、编导、创意、制片的MTV电视音乐《向往神鹰》获“一九九五年中国MTV音乐电视金奖”第一名，本人获“最佳创意奖”。
曾担任撰稿、编辑、制片人拍摄过十几部电视纪录片，其中，由作者本人担任制片人的电视纪录片《八廓南街16号》获第十七届法国“真实国际纪录片电影节大奖”。
由作者本人编剧、谢飞导演的电影《益西卓玛》获2000年第二十届中国电影金鸡奖“最佳编剧特别奖”，该片同时奖本届电影金鸡奖“最佳女演员特别奖”和“最佳音乐奖”。
创作电影文学剧本《岗底斯》获2003年台湾行政院新闻局颁发的“九十二年优良电影剧本征选──优等剧本奖”。
2004年，在作家马原自编自导的作家电影《死亡诗意》中出演男主角。

## 获奖情况
主要作品曾获第二、三、四、五届全国少数民族优秀作品一等奖；短篇小说《西藏，系在皮绳结上的魂》获第八届全国优秀短篇小说奖；中篇小说《西藏，隐秘岁月》获第八届全国优秀中篇小说提名奖；一九九四年获中国作家协会“庄重文文学奖”；其它主要作品多次在西藏自治区及全国重要刊物上获奖。